# Felsen-Drachenkopf
Der Felsen-Drachenkopf (Dracocephalum rupestre) ist eine Pflanzenart aus der Gattung der Drachenköpfe (Dracocephalum) in der Familie der Lippenblütler (Lamiaceae).

## Beschreibung
Der Felsen-Drachenkopf ist eine ausdauernde, krautige Pflanze, die Wuchshöhen zwischen 15 und 40 (selten bis 60) Zentimetern erreicht. Der Stiel der mittleren Stängelblätter ist 2 bis 6 Zentimeter lang. Die Grundblattspreite ist dreieckig-eiförmig. Die Krone ist 35 bis 40 Millimeter lang.
Die Blütezeit reicht von Juli bis September.

## Verbreitung
Die Art kommt in West-China auf alpinen Grasfluren und Waldlichtungen in Höhenlagen von 700 bis 3100 Meter vor.

## Nutzung
Der Felsen-Drachenkopf wird selten als Zierpflanze für Steingärten genutzt.